# Sébastien Hinault
 Sébastien Hinault (Santo-Brieuc, 11 de fevereiro de 1974) é um ciclista francês.
Fez quase toda a sua corrida desportiva com a equipa francesa Crédit Agricole (os dois primeiros anos com o anterior nome GAN). Com o desaparecimento deste em 2008 passou à equipa Ag2r-La Mondiale. Para a temporada de 2013, alinhou pelo recém criado IAM Cycling. Disputou o Tour de France em cinco ocasiões. O seu maior lucro como profissional tem sido uma vitória de etapa na Volta a Espanha de 2008 com final em Zaragoza.
Depois de seu retiro do ciclismo, Sébastien, converteu-se em 2015 em director desportivo do conjunto Fortuneo-Vital Concept.
Não tem nenhuma relação com o antigo ciclista Bernard Hinault.

## Palmarés
| - 2000 - Tour de Finistère - 2003 - 1 etapa do Volta à Polónia - 2004 - 1 etapa da Volta à Alemanha - 2005 - 1 etapa do Circuito Franco-Belga - 2006 - 1 etapa do Tour de Langkawi - 1 etapa do Tour de Picardie - 1 etapa do Tour de Limusino | - 2007 - 1 etapa da Tropicale Amissa Bongo - 2008 - Tour de Limusino, mais 1 etapa - 1 etapa da Volta a Espanha - 2012 - 1 etapa do Circuit de Lorraine - Boucles de l'Aulne |

## Resultados em Grandes Voltas e Campeonatos do Mundo
| Corrida            | Corrida            | 1997 | 1998 | 1999  | 2000  | 2001  | 2002  | 2003  | 2004 | 2005  | 2006  | 2007  | 2008 | 2009  | 2010  | 2011  | 2012  | 2013 | 2014  |
| ------------------ | ------------------ | ---- | ---- | ----- | ----- | ----- | ----- | ----- | ---- | ----- | ----- | ----- | ---- | ----- | ----- | ----- | ----- | ---- | ----- |
|                    | Giro d'Italia      | —    | —    | —     | —     | —     | —     | —     | —    | —     | —     | —     | —    | 135.º | 100.º | —     | —     | —    | —     |
|                    | Tour de France     | —    | —    | 123.º | 126.º | 137.º | 147.º | 138.º | Ab.  | 115.º | 111.º | 132.º | —    | —     | —     | 111.º | 122.º | —    | —     |
|                    | Volta a Espanha    | —    | —    | —     | —     | —     | —     | —     | —    | —     | —     | —     | 64.º | 69.º  | 117.º | —     | —     | —    | 106.º |
| Mundial em Estrada | Mundial em Estrada | —    | —    | —     | —     | —     | —     | —     | —    | —     | Ab.   | —     | —    | —     | 70.º  | —     | —     | —    | —     |

—: não participa

Ab.: abandono

## Equipas
- GAN/Crédit Agricole (1997-2008)
  - GAN (1997-1998)
  - Crédit Agricole (1998-2008)
- AG2R La Mondiale (2009-2012)
- IAM Cycling (2013-2014)